# Nageoire anale
Pour les articles homonymes, voir Anal.

Planche représentant l'anatomie externe du poisson.
La nageoire anale porte le no 7.

La nageoire anale d'un poisson se retrouve à l'arrière sous son corps, entre l'anus et la nageoire caudale ; c'est une nageoire impaire. Elle est souvent similaire à la nageoire dorsale qui se trouve symétriquement sur le dessus du corps, mais sans la restriction due à l'anus. Plusieurs poissons, comme la morue, ont deux nageoires anales distinctes.